# Dance Mix
Dance Mix är artisten och kompositören Eddie Meduzas femte samlingsalbum. Mariann Grammofon släppte skivan efter att Eddie gått över till Ultima Thule Records. Skivan innehåller tio av Eddie Meduzas största låtar i disco-version.

## Låtlista
- Skinnet
- Gasen i botten
- Mera brännvin
- Termos
- Fånga kräftor
- Hakan
- Vresa
- EPA-traktorn
- Fruntimmer
- Punkjävlar